# Hyles chamyla
Hyles chamyla és una espècie de lepidòpter ditrisi de la família dels esfíngids (Sphingidae). Es troba al sud de Turkmenistan, sud de l'Uzbekistan i sud de Tajikistan i pot arribar fins al Tian Shan, seguint les valls fluvials. La seva distribució no és del tot clara degut a la confusió que causa amb Hyles euphorbiae i Hyles hippophaes.
Envergadura alar d'entre 52 i 75 mm. L'eruga pot arribar als 80 mm i s'alimenta de Apocynum scabrum i Apocynum venetum.